# Chrysocharis loranthellae
Chrysocharis loranthellae är en stekelart som beskrevs av Erdös 1954. Chrysocharis loranthellae ingår i släktet Chrysocharis, och familjen finglanssteklar. Arten är reproducerande i Sverige.